# Acrisis clavipes
Acrisis clavipes är en stekelart som beskrevs av Marshall 1888. Acrisis clavipes ingår i släktet Acrisis och familjen bracksteklar. Inga underarter finns listade i Catalogue of Life.